# Flopropion
Flopropion (Freiname) oder Phloropropiophenon (Trivialname) ist eine chemische Verbindung und das höhere Homolog von 2,4,6-Trihydroxyacetophenon.
Der Stoff wirkt als 5-HT1A-Rezeptorantagonist und wird als spasmolytisches (krampflösendes) Mittel verwendet.

## Vorkommen
Flopropion kommt natürlich im Breitblättrigen Klebalant (Inula Viscosa) vor.

## Gewinnung und Darstellung
Flopropion kann durch Umsetzung von Propionitril mit 1,3,5-Trihydroxybenzol (Phloroglucin) in einer Houben-Hoesch-Reaktion gewonnen werden.